# Villecien
Villecien település Franciaországban, Yonne megyében. Lakosainak száma 348 fő (2022. január 1.). Villecien Villevallier, Cézy, Joigny és Saint-Aubin-sur-Yonne községekkel határos.

## Népesség
A település népessége az elmúlt években az alábbi módon változott:
| Lakosok száma | 395  | 390  | 401  | 405  | 392  | 380  | 367  | 356  | 348  |
|               | 2013 | 2015 | 2016 | 2017 | 2018 | 2019 | 2020 | 2021 | 2022 |